# 2006—2007年澳洲地區熱帶氣旋季
2006－07年澳洲地區熱帶氣旋季，泛指在2006年7月至2007年6月內的任何時間，於澳洲地區所產生的熱帶氣旋。大部份於澳洲地區的熱帶氣旋通常都會於11月至4月期間形成。
本條目的範圍僅侷限於赤道以南，東經90度和西經160度以內的澳洲地區水域。這範圍包括了澳大利亞、巴布亞新幾內亞、所羅門群島的西部地區、東帝汶和印度尼西亞的南部地區。在澳洲地區產生的熱帶氣旋是由澳洲、印尼和巴布亞新畿內亞命名，而美國聯合颱風警報中心會把在該地區的熱帶低氣壓的編號以U字母作結。

## 簡介
此文內容只包含在澳洲地區形成的熱帶氣旋的介紹。
風暴是由澳洲、印尼和巴布亞紐幾內亞命名和發出報告的。

## 風暴

### 熱帶低氣壓伊澤貝爾（Isobel）
在12月31日，一熱帶低氣壓在印尼之南形成。1月3日，它在澳洲登陸及消散。
它曾被認定為一熱帶氣旋，並被命名為Isobel。但事後分析顯示它只是熱帶低氣壓。

### 熱帶氣旋納爾遜（Nelson）
在1月31日，一熱帶低氣壓在Elcho島之北形成。2月5日，它增強為一熱帶氣旋並被命名為Nelson。第二天，它在澳洲登陸，並減弱為一熱帶低氣壓。

### 熱帶低氣壓
在2月6日，一熱帶低氣壓在凯恩斯進入珊瑚海。2月9日，它在海面上消散。

### 強烈熱帶氣旋喬治（George）
在3月2日，一熱帶低氣壓在內陸形成。第二天，它增強為一熱帶氣旋並被命名為George。3月4日，它在澳洲登陸，其後減弱為一熱帶低氣壓。出海後George逐漸增強，並在3月7日增強為一強烈熱帶氣旋。第二天，它登陸澳洲。3月9日，它減弱為一熱帶氣旋，再在第二天消散。

### 熱帶氣旋奧德特（Odette）
在3月2日，一熱帶低氣壓形成。第二天，它增強為一熱帶氣旋並被命名為Odette。3月4日，它減弱為一低氣壓，澳洲氣象部門發出最後報告。

### 強烈熱帶氣旋雅各（Jacob）
在3月7日，一熱帶低氣壓在聖誕島之東南形成。同日，它增強為一熱帶氣旋並被命名為Jacob。其後，它不斷在強烈熱帶氣旋和熱帶氣旋的狀態徘徊。3月12日，它登陸澳洲，並減弱為一熱帶低氣壓。

### 強烈熱帶氣旋卡拉（Kara）
在3月24日，一熱帶低氣壓形成。第二天，它增強為一熱帶氣旋並被命名為Kara。3月26日，它增強為一強烈熱帶氣旋。3月28日，它登陸澳洲並消散。

### 熱帶氣旋皮埃爾（Pierre）
在5月16日，一熱帶低氣壓形成。第二天，它增強為一熱帶氣旋並被命名為Pierre。5月18日，它減弱為一低氣壓，澳洲氣象部門發出最後報告。

## 風暴名稱

### 印尼沿岸
如果一個熱帶氣旋在南緯0-10度和東經90-125度之間形成，雅加達熱帶氣旋警告中心就會為它命名。此區的風暴名稱尚未被宣布，現時如有熱帶氣旋在此區形成，將使用東南印度洋的名稱。

### 東南印度洋
如果一個熱帶氣旋在南緯10-36度和東經90-約125度之間形成，珀斯熱帶氣旋警告中心就會為它命名。
| - Isobel - Jacob - Kara - Lee（未用） - Melanie（未用） - Nicholas（未用） - Ophelia（未用） - Pancho（未用） |

### 阿拉弗拉海和西卡奔塔利亞灣
如果一個熱帶氣旋在南緯0-約32度和東經約125-約141度之間形成，達爾文熱帶氣旋警告中心就會為它命名。
| - George - Helen（未用） - Ira（未用） - Jasmine（未用） - Kim（未用） - Laura（未用） |

### 東卡奔塔利亞灣和珊瑚海
如果一個熱帶氣旋在南緯10-約33度和東經約141-約160度之間形成，布里斯班熱帶氣旋警告中心就會為它命名。
| - Nelson - Odette - Pierre - Rebecca（未用） - Sheryl（未用） - Tania（未用） - Vernon（未用） - Wendy（未用） |

### 所羅門海和巴布亞灣
如果一個熱帶氣旋在南緯0-約10度和東經約141-約160度之間形成，莫爾茲比港熱帶氣旋警告中心就會為它命名。此區熱帶氣旋名字隨機使用，當使用時，名字將自動停用並被取代。
| - Alu（未用） - Buri（未用） - Dodo（未用） - Emau（未用） - Fere（未用） | - Hibu（未用） - Ila（未用） - Kama（未用） - Lobu（未用） |

以下名字將會在熱帶氣旋名字使用後，取代原有名字（加到名字列表的最底）。
| - Maila（未用） - Obaha（未用） - Paia（未用） - Ranu（未用） - Sabi（未用） | - Tau（未用） - Ume（未用） - Vali（未用） - Wau（未用） |

## 內部連結
- 2006－2007年西南印度洋熱帶氣旋季
- 2006－2007年南太平洋熱帶氣旋季
- 2006年太平洋颱風季
- 2006年太平洋颶風季
- 2006年大西洋颶風季
- 2006年北印度洋氣旋季
- 2007年太平洋颱風季
- 2007年太平洋颶風季
- 2007年大西洋颶風季
- 2007年北印度洋氣旋季

Template:2006－2007 Australian region cyclone season buttons